# Майер, Жозе
Жозе Майер (порт. José Mayer, род. 3 октября 1949) — бразильский актёр.

## Биография

### Карьера
Родился в семье медбрата и парикмахерши. Поступил на философский факультет университета г. Белу-Оризонти, но в 1972 году решил стать актёром, и вскоре поступает на работу в театр «Сенак». В течение семи лет он был продюсером, режиссёром, актёром и художником этого театра. Помимо театральной работы, он успевает в 1975 году сняться в двух кинолентах режиссёра Карлоса Уго Кристенсена. В 1979 году он переезжает в Рио-де-Жанейро.
Известность среди бразильского телезрителя и признание критиками его способностей приходит в 1983 г. после исполнения ролей Жоржи Фернанду в мини-сериале «Бандиты из Фаланже» и Улисеса в популярном комедийном телесериале «Война полов». 
За Жозе Майером закрепляется амплуа героя-любовника. 
В 1989 г. за исполнение главной роли в мини-сериале «Исполнитель обещаний» он получает премию ассоциации критиков искусства г. Сан-Паулу (APCA trophy) как лучший актёр. В этом же году он исполняет роль, которую сам особенно ценит в своей карьере — деревенского донжуана Оснара в телесериале Агиналду Силвы по роману Жоржи Амаду «Тиета». 
В 1990 году он играет главную роль в сериале «Моя любовь, моя печаль», одном из первых бразильских сериалов, продемонстрированных в России. 
 Жозе Майер — желанный актёр для каждого сценариста бразильских сериалов. Начиная с середины 1990-х годов он предпочитает работать в сериалах Мануэля Карлоса (История любви, Семейные узы, Присутствие Аниты,  Женщины в любви, Страницы жизни, Прожить жизнь). 
Он предпочитает исполнять «трудные» роли. Особенно он отмечает одну из таких ролей — комиссара Маттоса из мини-сериала «Август».

## Личная жизнь
Жозе Майер с 1975 г. по настоящее время женат на Вере Фажарду, актрисе. Их единственная дочь Жулия продолжила дело родителей, став театральной актрисой.

## Фильмография
- (2016) - Закон любви - Тьяу
- (2014) - Империя - Клаудио

- (2013) - Сарамандайя (Saramandaia) - Эурику (Зику) Росаду
- (2011) - Изысканная гравюра - Жозе Перейра (Перейринья)
- (2009) - Прожить жизнь - Маркус
- (2008) - Фаворитка - Августо Сезар
- (2006) - Страницы жизни  - Грег
- (2004) - Хозяйка судьбы  - Дирсеу де Кастро
- (2003) - Женщины в любви - Сезар
- (2002) - «Земля любви, земля надежды» - Мартино
- (2001) - Присутствие Аниты - Фернандо  (мини-сериал)
- (2000) - Семейные узы - Педру
- (1997) - Непокорная - Теобальдо Фарук
- (1995) - История любви - Карос Альберто Моретти
- (1994) - Моя родина - Педру Фонсека
- (1994) - Тысяча и одна - Барон
- (1993) - Дикий капитализм - Уго Виктор Ассис
- (1993) - Август - Альберто Маттос (мини-сериал)
- (1992) - Аромат жасмина - Даниэль
- (1992) - Телом и душой - Каике Жордан
- (1990) - Моя любовь, моя печаль - Рикарду Миранда
- (1989) - Тиета - Оснар
- (1988) - Исполнитель обета - Зе ду Бурру
- (1988) - Дикая кошка - Фернандо Флорес
- (1986) - Каменный лес - Кайо Вильена
- (1985) - Время и ветер - Адербал Мена
- (1985) - A Gata Comeu - Эдсон
- (1983) - Война полов - Улиссес да Силва
- (1983) - Бандиты из Фаланжи - Жоржи Фернанду